# Mount Dudzic
Mount Dudzic är ett berg i Kanada.   Det ligger i provinsen British Columbia, i den centrala delen av landet, 3 400 km väster om huvudstaden Ottawa. Toppen på Mount Dudzic är 2 165 meter över havet, eller 771 meter över den omgivande terrängen. Bredden vid basen är 26,6 km.
Terrängen runt Mount Dudzic är huvudsakligen kuperad, men åt sydväst är den bergig.Trakten runt Mount Dudzic är nära nog obefolkad, med mindre än två invånare per kvadratkilometer.. Det finns inga samhällen i närheten. 
Trakten runt Mount Dudzic består i huvudsak av gräsmarker.